# 수르한다리야주
수르한다리야주(우즈베크어: Surxondaryo viloyati, Сурхондарё вилояти, 러시아어: Сурхандарьинская область)는 우즈베키스탄의 행정 구역으로, 우즈베키스탄 최남단에 위치하고 있으며 카슈카다리야 주, 투르크메니스탄, 타지키스탄, 아프가니스탄과 인접해 있다.
수르한다리야 주는 14개 구로 구성되어 있으며 주도는 테르메스(인구 95,000명)이다. 주요 도시로 바이순, 데나프, 자르코르간, 쿰코르간, 샤르군, 셰라바드, 쇼르치, 사리아시야가 있다.
수르한다리야 주의 기후는 전형적인 대륙성 기후를 띠며 대표적인 농산물로는 면화, 원예 식물, 포도주, 사탕수수가 있다. 그 외에도 양잠업과 축산업도 활발한 편이다. 수르한다리야 주에서는 석유, 천연 가스 등 천연 자원이 생산되며 공업은 식품 가공, 건설 자재 생산 등을 중심으로 발전했다.
수르한다리야 주를 경유하는 철도는 총연장 300km에 달하며 총연장 2,000km에 달하는 포장 도로가 수르한다리야 주를 경유한다. 아무다리야강 연안에 인접한 테르메스에는 중앙아시아 유일의 하항이 있다.